# Daniel Pliński
Daniel Pliński (Puck, 10 dicembre 1978) è un ex pallavolista polacco.
Giocava nel ruolo di centrale.

## Carriera
Daniel Pliński inizia la sua carriera pallavolistica da professionista nella stagione 1997-98 tra le file dello Stolarka Wołomin, in cui milita per cinque stagioni senza però ottenere risultati di rilievo. Nella stagione 2002-03 viene ingaggiato dal Płomień Sosnowiec, in cui rimane per due stagioni conquistando due Coppe di Polonia.
Nell'annata 2004-05 si trasferisce nel Klub Sportowy Jastrzębski Węgiel, in cui milita per tre stagioni. Nel 2006 vince con la nazionale la medaglia d'argento al campionato mondiale, mentre nel 2009 quella d'oro al campionato europeo.
Nell'annata 2007-08 viene ingaggiato dallo Skra Bełchatów dove in sette stagioni conquista cinque campionati, cinque Coppe di Polonia e una Supercoppa polacca; raggiunge inoltre la finale della Champions League 2011-12.
Nella stagione 2014-15 viene ingaggiato dal Wojskowy Klub Sportowy Czarni Radom dove rimane per un biennio prima di passare, nel campionato 2016-17, al Piłka Siatkowa AZS UWM: al termine della stagione 2017-18 annuncia il ritiro dall'attività agonistica.

## Palmarès

### Club
- Campionato polacco: 5

2007-08, 2008-09, 2009-10, 2010-11, 2013-14
- Coppa di Polonia: 5

2002-03, 2003-04, 2008-09, 2010-11, 2011-12
- Supercoppa polacca: 1

2012

### Nazionale (competizioni minori)
- Memorial Hubert Wagner 2008
- Memorial Hubert Wagner 2009

### Premi individuali
- 2008 - Memorial Hubert Wagner: Miglior muro
- 2009 - Memorial Hubert Wagner: Miglior muro